# Türkentor (Helmstedt)
Türkentor (en español, Puerta de los turcos) es una puerta construida en forma de arco de triunfo en la ciudad de Helmstedt, Baja Sajonia, Alemania. Fue construida en 1716 para conmemorar la victoria sobre los turcos otomanos ese mismo año en la batalla de Petrovaradin, en el marco de la tercera guerra austro-turca (1716-1718).

## Historia
La puerta sirvió de entrada al dominio de la abadía de San Ludgero (Kloster St. Ludgeri), que en aquellos tiempos dominaba el municipio, llevando al patio central del monasterio y dando a la que hoy es la autopista federal B1 (Bundesstraße 1) a su paso por la ciudad.
Fue erigida en honor a la victoria del ejército imperial bajo el mando del príncipe Eugenio de Saboya en la batalla de Petrovaradin, pero también en honor al duque de Brunswick reinante, Ferdinand Albrecht, quien jugó un papel decisivo en la victoria, al igual que el conde imperial, Johann Matthias de Schulenburg. Su particular diseño es muestra, más allá de la alegría por la victoria y solidaridad con el emperador, de los lazos familiares del abad y del prior del monasterio con la casa de Brunswick (Braunschweig).
Tras ser gravemente dañada su estructura en un ataque aéreo el 20 de febrero de 1944 durante la Segunda Guerra Mundial, la puerta fue reconstruida en su ubicación actual (unos metros al este de su ubicación original) en 1986.

## Diseño
A ambos lados de la abertura principal hay dos aberturas de menor tamaño, también arqueadas, una en forma de puerta y la otra en forma de ventana. Por encima de cada una de ellas aparecen escudos elaborados al detalle, uno del abad y el otro del prior del monasterio en tiempos de construcción de la puerta, mientras que el frontón de la estructura exhibe el escudo imperial dentro de un círculo encabezado por la corona imperial, en el que se puede leer: «RegnVM DILatante -CAROLO seXto».
La puerta en sí tiene la forma de arco de medio punto, rematado por un escudo militar que separa las cifras que conforman el año 1716 (en el estrecho entre el arco y el arquitrabe). Dos pilastras dobles la separan de las otras aberturas, encima de las cuales aparecen las imágenes del sol y de la luna (representando al Sacro Imperio Romano y al Imperio Otomano respectivamente), con las inscripciones: «PAR AUSTRIA SOLI» y «PAR TVRCIA LVNAE» (‘Para Austria el sol’; ‘para Turquía la luna’).
La inscripción principal en el friso de la puerta reza:

Anno ConfLICtVs, VbI ThraX est MVstapha VICtVs,
TVrCICa porta rVIt nostraqVe strVCta fVIt

Con el significado: «En el año de la guerra, al ser derrotado el tracio Mustapha, se derrumbó la puerta turca y se erigió la nuestra».